# Boa (podrodzina)
Boa (Boinae) – podrodzina węży z rodziny dusicielowatych (Boidae).

## Zasięg występowania
Podrodzina obejmuje gatunki występujące w Ameryce.

## Podział systematyczny
Do podrodziny należą następujące rodzaje: 
- Boa Linnaeus, 1758
- Chilabothrus Duméril & Bibron, 1844
- Corallus Daudin, 1803
- Epicrates Wagler, 1830
- Eunectes Wagler, 1830

Noonan & Chippindale (2006) twierdzą, że z rodzajów tradycyjnie zaliczanych do podrodziny Boinae blisko spokrewnione z rodzajem Boa są tylko Corallus, Eunectes i (być może parafiletyczny, choć autorzy nie przesądzają tego) Epicrates. Zdaniem autorów rodzaj Candoia jest bliżej spokrewniony z podrodziną Erycinae; natomiast madagaskarskie rodzaje Acrantophis i Sanzinia miałyby być blisko spokrewnione z afrykańskim rodzajem Calabaria, razem z którym tworzą klad siostrzany do kladu obejmującego nie tylko pozostałe węże tradycyjnie zaliczane do Boinae, ale i podrodzinę Erycinae oraz rodzinę Ungaliophiidae (tj. rodzaje Exiliboa i Ungaliophis).